# Połtawska Obwodowa Administracja Państwowa

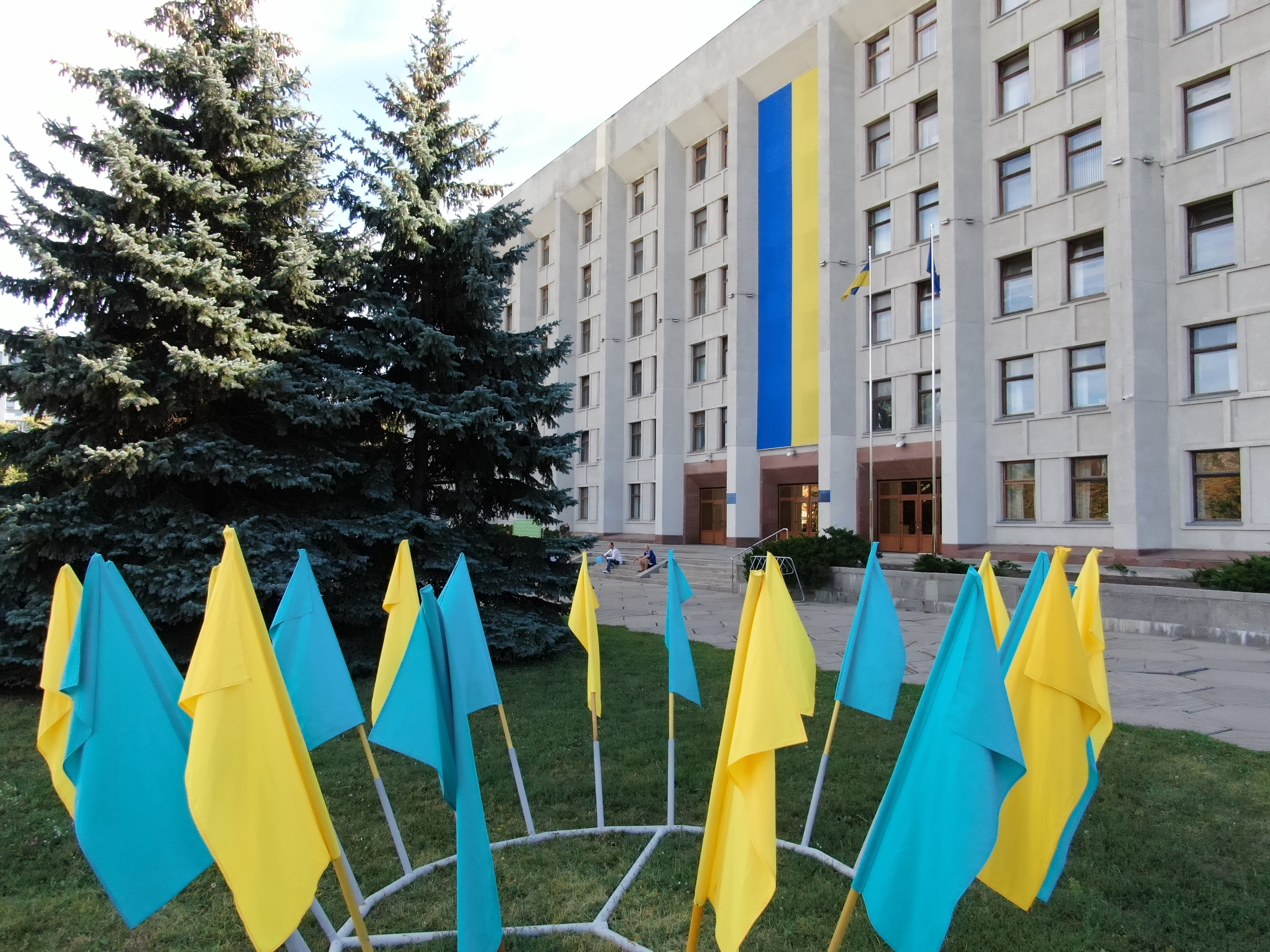
Budynek Administracji Państwowej Obwodu Połtawskiego

Połtawska Obwodowa Administracja Państwowa – obwodowa administracja państwowa (ODA), działająca w obwodzie połtawskim Ukrainy.

## Przewodniczący ODA
- Mykoła Załudiak (przedstawiciel prezydenta, od 31 marca 1992 do 2 września 1994)
- Mykoła Załudiak (od 7 lipca 1995 do 3 czerwca 1998)
- Ołeksandr Kołesnikow (od 3 czerwca 1998 do 2 listopada 1999)
- Anatolij Kukoba (od 2 listopada 1999 do 14 marca 2000)
- Jewhen Tomin (od 14 marca 2000 do lipca 2003)
- Ołeksandr Udowiczenko (od lipca 2003 do lutego 2005)
- Stepan Bulba (od 4 lutego 2005 do 26 maja 2006)
- Wałerij Asadczew (od 26 maja 2006 do 26 marca 2010)
- Ołeksandr Udowiczenko (od 26 marca 2010 do 22 lutego 2014)
- Wiktor Buhajczuk (od 2 marca do 12 listopada 2014)
- Wałerij Hołowko (od 30 grudnia 2014 do 16 marca 2019)
- Roman Towstyj (p.o., od 16 marca do 11 czerwca 2019)
- Ołeh Pruhło (p.o., od 14 czerwca do 11 listopada 2019)
- Ołeh Syniehubow (od 11 listopada 2019 do 24 grudnia 2021)
- Dmytro Łunin (p.o., od 24 grudnia 2021 do 10 października 2023)
- Filip Pronin (od 10 października 2023)